# Балковое (Пятихатский район)
Балковое (укр. Балкове) — село,
Савровский сельский совет,
Пятихатский район,
Днепропетровская область,
Украина.
Код КОАТУУ — 1224585902. Население по переписи 2001 года составляло 27 человек .

## Географическое положение
Село Балковое находится в 1,5 км от правого берега реки Демурина, на расстоянии в 0,5 км от села Вольное и в 1-м км от села Каменное.
По селу протекает пересыхающий ручей с запрудой. Рядом проходит железная дорога, станция Савро в 2,5 км.